# آلي لي
آلي لي كاي سوم (بالصينية: 李佳芯) (ولد في 27 نوفمبر 1982) ممثلة ومقدمة تلفزيونية وعارضة أزياء من هونغ كونغ. تلقى لي الاهتمام أولاً كمقدم تلفزيوني لقنوات الترفيه والرياضة في تلفزيون الكابل في هونج كونج، حيث غطت البرامج الشعبية مثل ملك الرياضات (體育 王) و مساحات مذهلة (空間 大 改造). في عام 2012 ، وقعت مع وقعت مع شركة تي في بي وبدأت تظهر في المسلسلات التلفزيونية. اكتسبت أول تقدير لها كشرير في الدراما التلفزيونية، المتفوقون عام 2014. فازت جائزة تي في بي السنوية لأفضل ممثلة 2018.

## نشأتها
ولدت لي جيا شين ، المعروف سابقًا باسم لي جياشين ، في عائلة شعبية ولديه شقيقان، وكانت تعيش في قرية شينغ مين في قرية تشاي وان مع أسرته. درست في مدرستين ثانوية، بعد التخرج من مرحلة ما قبل الجامعة في عام 2002 ، حصل لي جياكسين على شهادة جامعية في الفنون البصرية من جامعة مدينة هونغ كونغ.
بعد تخرجها في عام 2005 ، اعتادت أن تكون عارضة أزياء

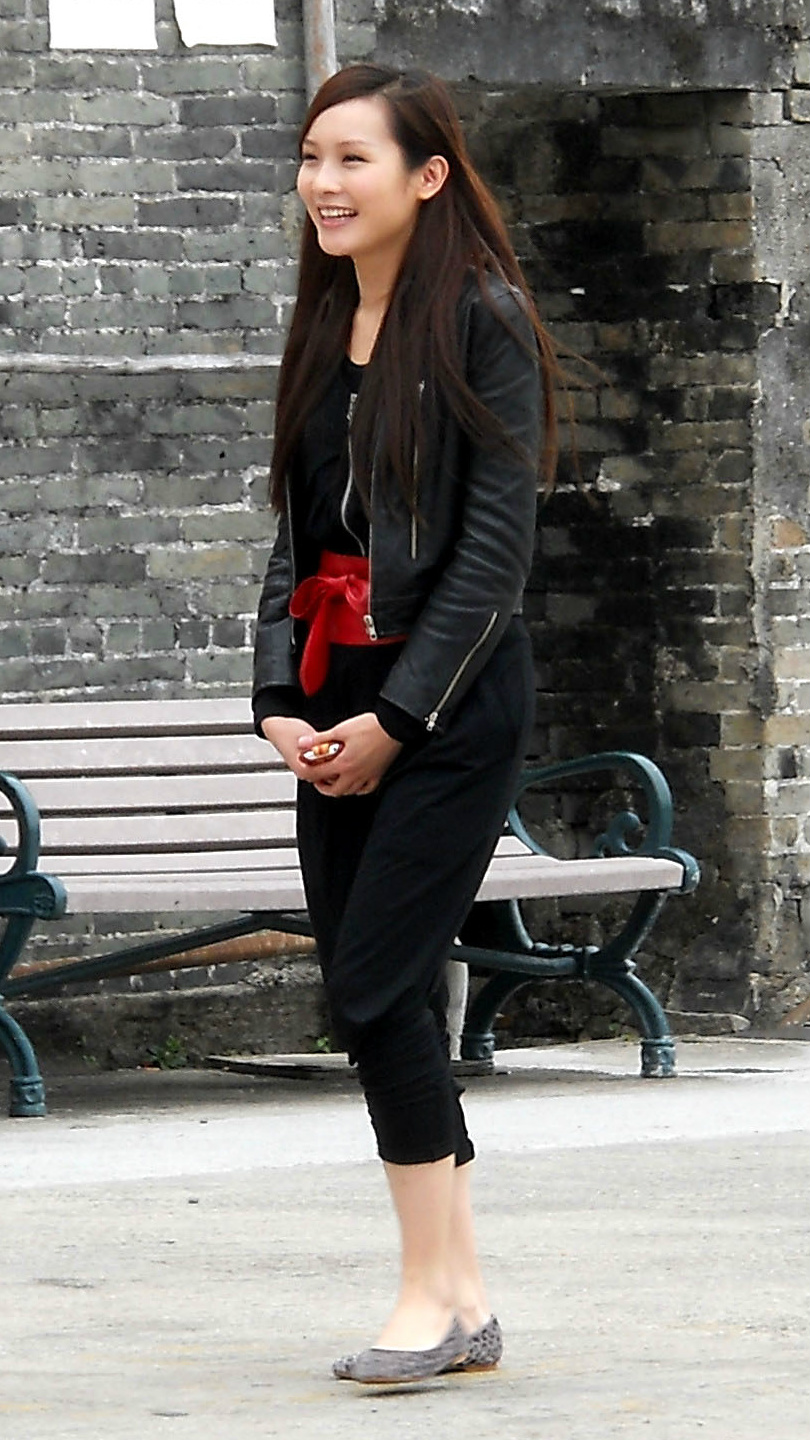
2011
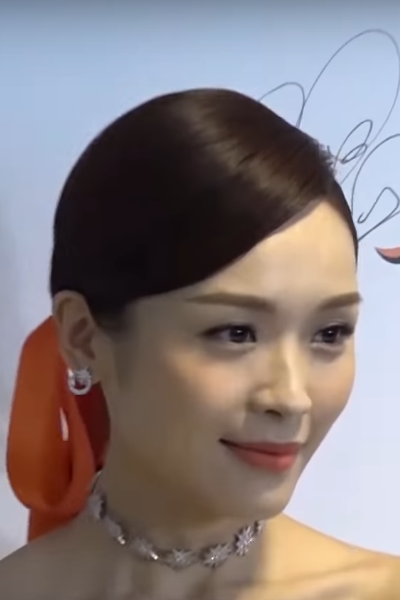
2019

## الروابط الخارجية
- آلي لي على إنستغرام